# گزارش گرشتاین

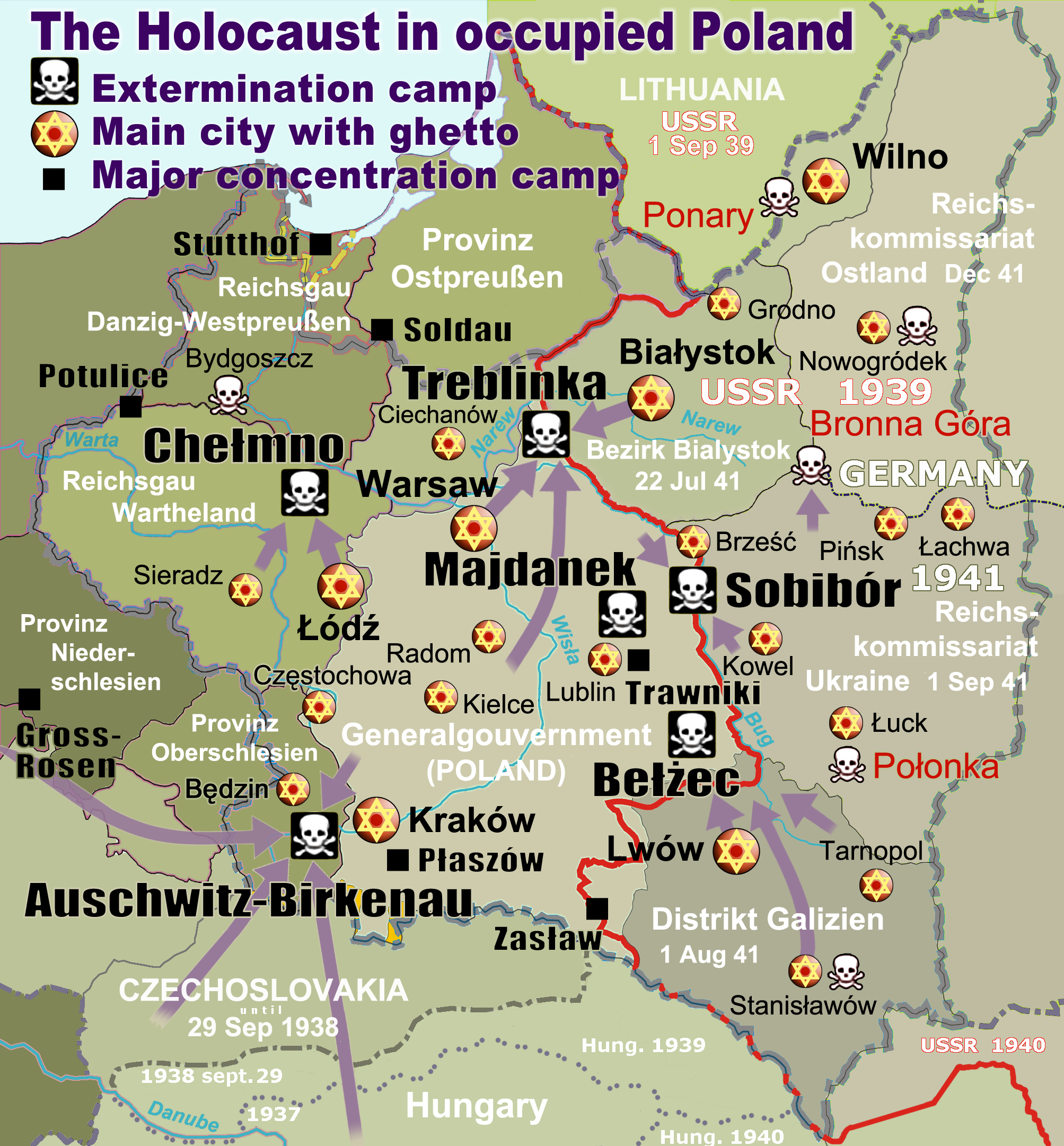
اوبراشتورمفورر کورت گرشتاین، عضو اس‌اس و نویسنده گزارش گرشتاین از اردوگاه بلزک (در نقشه) دیدار داشت.

گزارش گرشتاین گزارشی مربوط به سال ۱۹۴۵ است که توسط کورت گرشتاین، اوبراشتورمفورر در وافن اس‌اس که به عنوان رئیس خدمات ضدعفونی فنی اس‌اس در جنگ جهانی دوم خدمت می‌کرد، نگاشته شد و در این سمت، گرشتاین اقدام به تهیه سم حشره‌کش با پایه سیانید هیدروژن سیکلون ب برای رودولف هوس در آشویتس، و مذاکره با مالکان این سم کرد. در ۱۸ اوت ۱۹۴۲، گرشتاین به همراه رولف گونتر و ویلهلم فاننشتیل، نظاره‌گر مسمومیت حدود ۳۰۰۰ یهودی در اردوگاه مرگ بلزک در لهستان اشغالی بودند. گزارش شامل شهادت عینی وی است. از این گزارش به عنوان مدرک در دادگاه نورنبرگ استفاده شد.
هنگامی که گرشتاین در ۲۲ آوریل ۱۹۴۵ در شهر اشغال شده رویتلینگن به فرماندهی ارتش فرانسه تسلیم شد، وی را به شهر روتوایل فرستادند و در آنجا «در اسارت شرافتمندانه» قرار گرفت و در هتل مورِن اسکان داده شد. وی در آنجا گزارش خود را نخست به فرانسوی و سپس به زبان آلمانی تنظیم کرد.

## دربارهٔ نویسنده
گرشتاین در ۱۱ اوت ۱۹۰۵ در مونستر به دنیا آمد و تا سال ۱۹۱۰ در آنجا زندگی می‌کرد. سپس به زاربروکن، هالبرشتات و نویروپین نزدیک برلین نقل مکان کرد و در سال ۱۹۲۵ دیپلم متوسطه خود را دریافت کرد. وی در دانشگاه‌های ماربورگ، آخن و برلین تحصیل و مدرک مهندسی خود را در ۱۹۳۱ دریافت کرد. در طول تحصیلاتش، وی در جنبش‌های جوانان پروتستان فعالیت داشت.
وی در مه ۱۹۳۳ به حزب نازی پیوست. به عنوان یک مسیحی متعهد، گرشتاین در برابر تلاش‌های دولت نازی برای کنترل جنبش جوانان مسیحی مقاومت کرد و باعث خشم مقامات دولتی محلی شد. وی پس از دستگیری در سپتامبر ۱۹۳۶ به دلیل انتشار جزوه‌های ضد نازی از حزب اخراج شد. هنگامی که آزاد شد، برای بار دوم در ژوئیه ۱۹۳۸ دستگیر شد و دو ماه را در اردوگاهی برای کار اجباری گذراند. گفته می‌شود که به دلیل خشم فراوان از شنیدن اخبار مربوط به برنامه هومرگی نازی‌ها موسوم به عملیات تی۴، او تصمیم گرفت به وافن اس‌اس بپیوندد تا «به بررسی موضوع این اتاقک‌ها و کوره‌ها بپردازد تا بفهمد چه چیز در آنجا اتفاق افتاده‌است.» به دلیل تحصیلات فنیش، گرشتاین در خدمات ضدعفونی فنی وافن اس‌اس گذاشته شد و به سرعت توانست مراحل پیشرفت را طی کند و رئیس آن بخش شود. در این منصب بود که به منظور تهیه سیکلون ب برای استفاده در اردوگاه‌های مرگ بلزک و تربلینکا به آنجا سفر کرد.

## شهادت دربارهٔ اتاق‌های گاز
به گفته گرشتاین، او در ۱۸ اوت ۱۹۴۲ به اردوگاه مرگ بلزک سفر کرد و در آنجا شاهد ورود «۴۵ واگن قطار با ۶٬۷۰۰ نفر بود که ۱۴۵۰ تن از آن‌ها همان هنگام ورود مرده بودند.» وی عملیات گازگرفتگی را همان گونه که مستقیماً در مقابلش اتفاق افتاده بود شرح داد:
سپس عملیات به جریان می‌افتد. در جلوی دختری با قد بسیر بلند؛ همه آن‌ها می‌بایست در دالانی طولانی قدم برمی‌داشتند، همگی برهنه، مردان، زنان، کودکان، بدون دست و پای مصنوعی. من با فرمانده وِرث در بالای سطح شیبدار میان اتاق‌های گاز ایستاده بودیم. ماران به همرا بچه‌هایشان بر سینه‌شان، جلو آمدند، برای ورود به اتاق‌های مرگ، درنگ داشتند! در گوشه ای، سربازی قوی‌هیکل از اس‌اس ایستاده که با صدایی شبیه به صدای راهبان، به مردم بدبخت می‌گوید: «کمترین احتمالی برای اینکه اتفاقی برایتان بی‌افتد وجود ندارد! تنها می‌بایست نفسی عمیق در اتاق بکشید، که باعث بازشدن شش‌هایتان می‌شود؛ این تنفس برای مقابله با بیماری‌ها و همه‌گیری‌ها نیاز است.» در برابر پرسش مربوط به اینکه چه بر سرشان خواهد آمد او پاسخ داد: «بله، البته، مردان باید کار کنند، خانه و جاده بسازند، اما زنان نیازی به کار ندارند. تنها اگر مایل بودند می‌توانند در آشپزخانه کار کنند»
برای بعضی از این نگون‌بختان این حرف‌ها مایه اندکی امید بودند، تا همین حد که آن‌ها چند گامی به دورن اتاق‌ها بدون مقاومت بردارند. اکثریتشان، اما، [از سرنوشتی که در انتظارشان بود] آگاهی داشتند و بوی اتاق گویای سرنوشتشان بود! به همین دلیل از روی پله‌های کوتاه بالا می‌رفتند، نگاهی به درون اتاق می‌انداختند، و متوجه همه چیز می‌شدند. مادرانی که نوزادان کوچک در بغل داشتند، بچه‌های کوچک برهنه، بزرگسالان، مردان، زنان، همگی برهنه - آن‌ها درنگ می‌کردند، اما در حالی که توسط افراد پشت سرشان هل داده می‌شدند یا توسط شلاق‌های چرمی سربازان اس‌اس ضربه می‌خوردند وارد اتاق‌های مرگ می‌شدند. اغلبشان هیچ حرفی بر زبان نمی‌آوردند. زنی یهودی حوالی ۴۰ سا سن، با چشمانی برافروخته، بر سر قاتلانی که این خون‌ها را در اینجا ریخته‌اند نفرین می‌کند. فرمانده ورت بشخصه ۵ یا ۶ ضربه شلاق به صورت زن می‌زند، سپس او نیز همچون دیگران در درون اتاق ناپدید می‌شود. بسیاری از آن‌ها دعا می‌کنند، من هم با ایشان دعا می‌کردم، خودم را به گوشه ای انداخته و با صدای بلند به خود و خدای آن‌ها فریاد می‌کشیدم. با کمال میل می‌خواستم با آن‌ها وارد اتاق بشوم، با کمال میل همان مرگی را می‌خواستم که آن‌ها داشتند. آنگاه آن‌ها [نیروهای اس‌اس] مردی با یونیفورم اس‌اس را در یکی از اتاق‌هایشان پیدا می‌کردند - موردی که بی‌شک با آن به شکل حادثه برخورد می‌شد، گویی که یک نفر بی‌سروصدا گم شده باشد. اما اجازه این کار را نداشتم. نخست باید آنچه که در اینجا تجربه کردم را بازگویی کنم! اتاق‌ها پر شدند. فرمانده ورت فریاد زد «جمع و جورتر بایستید!». ملت بر روی پاهای همدیگر ایستاده بودند. ۷۰۰ تا ۸۰۰ تن در اتاقی با مساحت ۲۵ متر مربع، در ۴۵ متر مکعب! اس‌اس تا جایی که ممکن بود آن‌ها را با فشار در هم می‌تپاند.

درها بسته شدند. در همین حین دیگران بیرون اتاق‌ها در هوای آزاد منتظر هستند، همگی برهنه. کسی به من می‌گوید: «در زمستان نیز همینجور [برهنه] خواهد بود!» من می‌گویم «اما ممکن است از سرما بمیرند!» و مردی از اس‌اس با لهجه آلمانی سفلی خود می‌گوید «بله، دقیقاً برای همان چیزی که برایش به اینجا آورده شده‌اند!». حالا می‌فهمم که چرا همه این ساختار نام «Hackenholt-Foundation» بر خود گرفته‌است. Hackenholt با موتور دیزلی کار می‌کرد، تکنسینی کوتاه‌قامت، و سازندهٔ اردوگاه بود. مردم برای کشته شدن توسط گازهای احتراق دیزلی به اینجا آورده شده‌اند؛ ولی دیزل کارایی ندارد! فرمانده ورت سر می‌رسد. مشخص است که از اینکه این اتفاق امروز، در جریان حضور من در اردوگاه، پدید آمده اندکی شرمسار است. درست است، من همه چیز را دیدم! و منتظر ماندم. ساعتم با صداقت همه چیز را به ثبت رسانده‌است. ۵۰ دقیقه، ۷۰ دقیقه - دیزل اما هنوز آغاز به کار نکرده‌است! انسان‌ها درون اتاق‌های گاز منتظر هستند. بی‌هدف! می‌شد صدای گریه‌شان را شنید… فرمانده ورت ۱۲، ۱۳ بار به صورت اوکراینی‌ای که دارد به هکن‌هولت کمک می‌کند می‌زند. پس از دو ساعت و ۴۹ دقیقه – ساعت من همه چیز را به خوبی به ثبت رسانده – دیزل آغاز به کار می‌کند. تا این لحظه مردم درون این ۴ اتاقک نگه داشته می‌شدند، چهار ضرب در ۷۵۰ نفر! سپس ۲۵ دقیقه دیگر هم می‌گذرد. درست است، تا حالا بسیاری می‌بایست مرده باشند. می‌شد از درون پنجره کوچکی که اتاق از پشت آن با نور برق برای لحظه ای روشن می‌شد همه چیز را دید. پس از ۲۸ دقیقه، عده کمی هنوز زنده هستند. در نهایت، پس از ۳۲ دقیقه، همه مرده‌اند!— گزارش گرشتاین